# نادي فياريال ب
نادي فياريال ب هو نادي كرة قدم إسباني أٌسس عام 1999. يلعب النادي في الدوري الإسباني الدرجة الرابعة.